# Flavia Kleiner

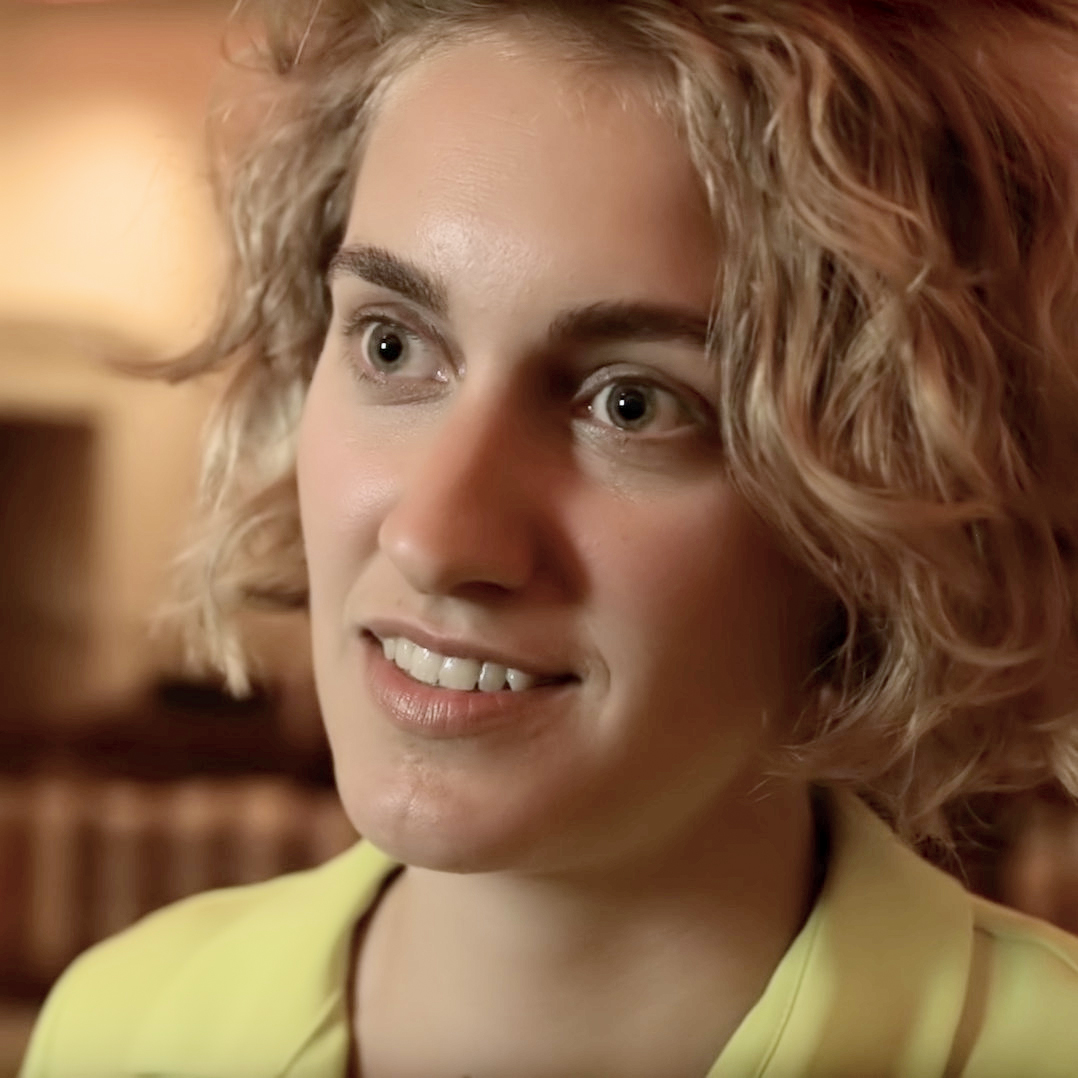
Flavia Kleiner (2016)

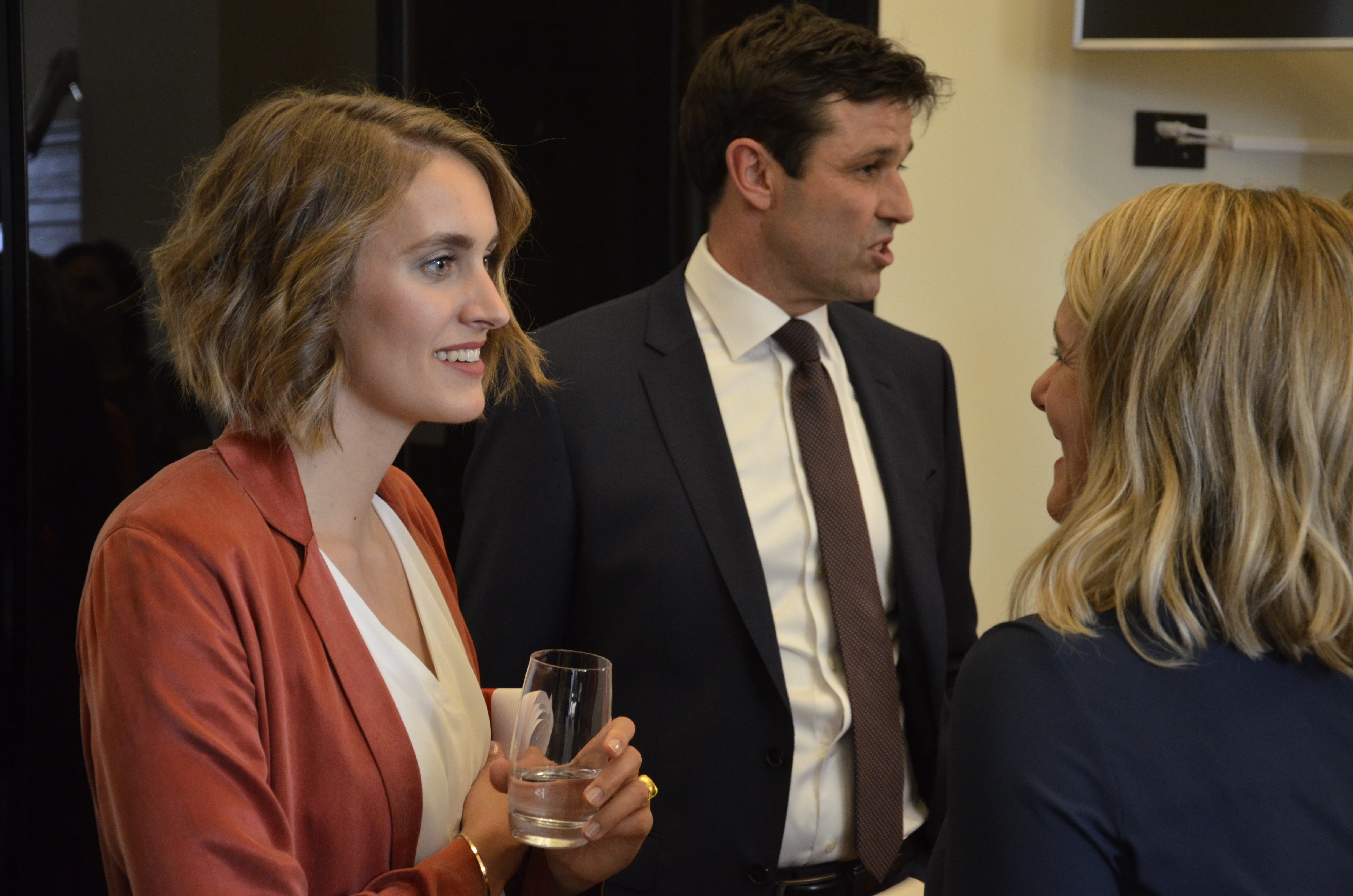
Im Gespräch mit Kathrin Bertschy (2019)

Flavia Kleiner (* 15. Dezember 1990) ist eine Schweizer Politikaktivistin.

## Biografie
Flavia Kleiner ist das mittlere von drei Kindern einer FDP-Familie: Der Grossvater war Präsident, die Mutter Gemeinderätin der FDP Niederhasli. Kleiner besuchte das Gymnasium an der Kantonsschule Zürcher Unterland in Bülach und begann 2009 ein Studium der Zeitgeschichte und der Rechtswissenschaften an der Universität Freiburg. 2012/13 studierte sie ein Jahr in Jerusalem. 2016 war sie Masterstudentin und Unterassistentin bei Siegfried Weichlein am Lehrstuhl für Europäische Zeitgeschichte. Ihre Freizeit widmet sie klassischer Musik und dem Tanz.

## Politik
Nachdem die SVP am 9. Februar 2014 ihre Volksinitiative «Gegen Masseneinwanderung» gegen bürgerliche und linke Parteien, Gewerkschaften und Wirtschaftsverbände gewann, gehörte Kleiner zu den Mitgründern der liberalen Gruppe Operation Libero. Nach den Parlamentswahlen 2015, aus denen die SVP als stärkste Partei hervorging, sahen die anderen Parteien sowie die Wirtschaftsverbände den Kampf gegen die SVP-Durchsetzungsinitiative als aussichtslos an, zumal Umfragen der Vorlage 66 Prozent Ja-Stimmen bescheinigten. Kleiner stellte sich mit ihrer Operation Libero an die Spitze eines Komitees aus Nichtregierungsorganisationen und wurde zu einem Gesicht der zivilen Bewegung, die sich gegen die Durchsetzungsinitiative formierte.
Die Ablehnung der Initiative wertete die Süddeutsche Zeitung als eine «kleine Sensation»: Ein heterogenes Bündnis aus der Zivilgesellschaft gewann gegen die SVP, die mehr finanzielle Ressourcen bereitstellte als das gegnerische Komitee.
Damit wurde Flavia Kleiner in der Öffentlichkeit bekannt. Mehrere Parteien bemühten sich um sie, ihr Porträt war auf dem Cover des Magazins abgebildet, und sie stritt in der Fernsehsendung Arena über die Europapolitik der Schweiz.
Einer Partei wollte Kleiner nicht beitreten und sich stattdessen auf die nächsten grossen Abstimmungsschlachten gegen die SVP konzentrieren. Mit Erfolg: 2016 wurde die Revision des Asylgesetzes angenommen. Im November 2018 verwarfen Volk und Stände die Selbstbestimmungsinitiative, die auf eine Kündigung der Europäischen Menschenrechtskonvention (EMRK) abgezielt hatte.
Am 17. Mai 2020, dem Tag, an dem die gegen die Personenfreizügigkeit gerichtete Begrenzungsinitiative hätte entschieden werden sollen, gab Kleiner bekannt, als Co-Präsidentin zurückzutreten. Sie wolle Operation Libero aber weiterhin unterstützen. Die NZZ am Sonntag schrieb über Kleiners Engagement mit der Operation Libero, sie habe «sechs Abstimmungskämpfe geführt und [sei] sechsmal im Lager der Sieger» gewesen.
Flavia Kleiner ist Mitglied im European Council on Foreign Relations (ECFR).